# Neguruvilu
Il Neguruvilu (lett. "Serpente volpe"; anche detto: Guirivilo, Ngúruvilu, Guruvilu, Ñuruvilu, Ñirivilu, Ñivivilu, Ñirivilo o Nirivilo; dalla lingua mapudungun ngürü, "volpe", e filu, "serpente") è una creatura appartenente alla mitologia mapuche del Cile.

## Descrizione
Il neguruvilu è una creatura delle dimensioni di un grande felide (o volpe), il cui corpo termina con una coda sulla cui punta c'è una specie di artiglio, che usa per ferire e per produrre vortici; vive nelle acque più profonde da cui esce per uccidere uomini e bestie; si trasforma perciò in un serpente e può avvolgere le vittime tra le sue spire.

## Leggenda
Il neguruvilu origina dal popolo nativo americano Mapuche. Il neguruvilu causa vortici pericolosi che uccidono le persone che cercano di attraversare i fiumi. La creatura rende l'acqua bassa su entrambi i guadi, per incoraggiare le persone a provare ad attraversare il fiume facendolo apparire un attraversamento sicuro. Comunque, il solo modo sicuro di attraversare il fiume con un neguruvilu è con l'uso di una barca. L'unico modo per sbarazzarsi di un neguruvilu è trovare uno sciamano machi oppure un buon kalku , un mago cercatore. Al kalku vengono offerti doni in cambio del servizio di rimozione del neguruvilu. Il kalku (che può essere maschio o femmina) guada attraverso il fiume fino a che non raggiunge il vortice e quindi si tuffa. Poi nuota in superficie dopo aver catturato il neguruvilu tra le sue braccia con le sue potenti abilità magiche. In seguito procede a minacciare di mutilare la creatura con un lungo e affilato coltello detto cuchillo se mai provasse a danneggiare un'altra persona nel tentativo di attraversare il corso d'acqua. Il kalku poi rilascia il neguruvilu nell'acqua. È importante che a questo atto assistano tutti gli abitanti dalla zona. Poi di solito si celebra una grande festa e nessuno più dovrà temere il neguruvilu per attraversare il fiume. Il vortice o i vortici che c'erano fino a poco prima si restringono e poi scompaiono, e i guadi diventano ancora meno profondi, rendendo l'attraversamento abbastanza sicuro anche per la più fragile donna anziana o per il bambino più piccolo. Si ritiene che la creatura si sposti altrove per proseguire la sua attività di infastidire le persone, probabilmente va a tormentare i popoli a valle al prossimo attraversamento del fiume. È famoso il racconto di solito usato come favola della buona notte sul kalku e il neguruvilu che si trova nella raccolta Racconti popolari del Cile.